# Peromyia plena
Peromyia plena är en tvåvingeart som beskrevs av Jaschhof 2004. Peromyia plena ingår i släktet Peromyia och familjen gallmyggor. Inga underarter finns listade i Catalogue of Life.